# Baliracq
Pour les articles homonymes, voir Baliracq.
Baliracq est une ancienne commune française du département des Pyrénées-Atlantiques. En 1828, la commune fusionne avec Maumusson pour former la nouvelle commune de Baliracq-Maumusson.

## Géographie

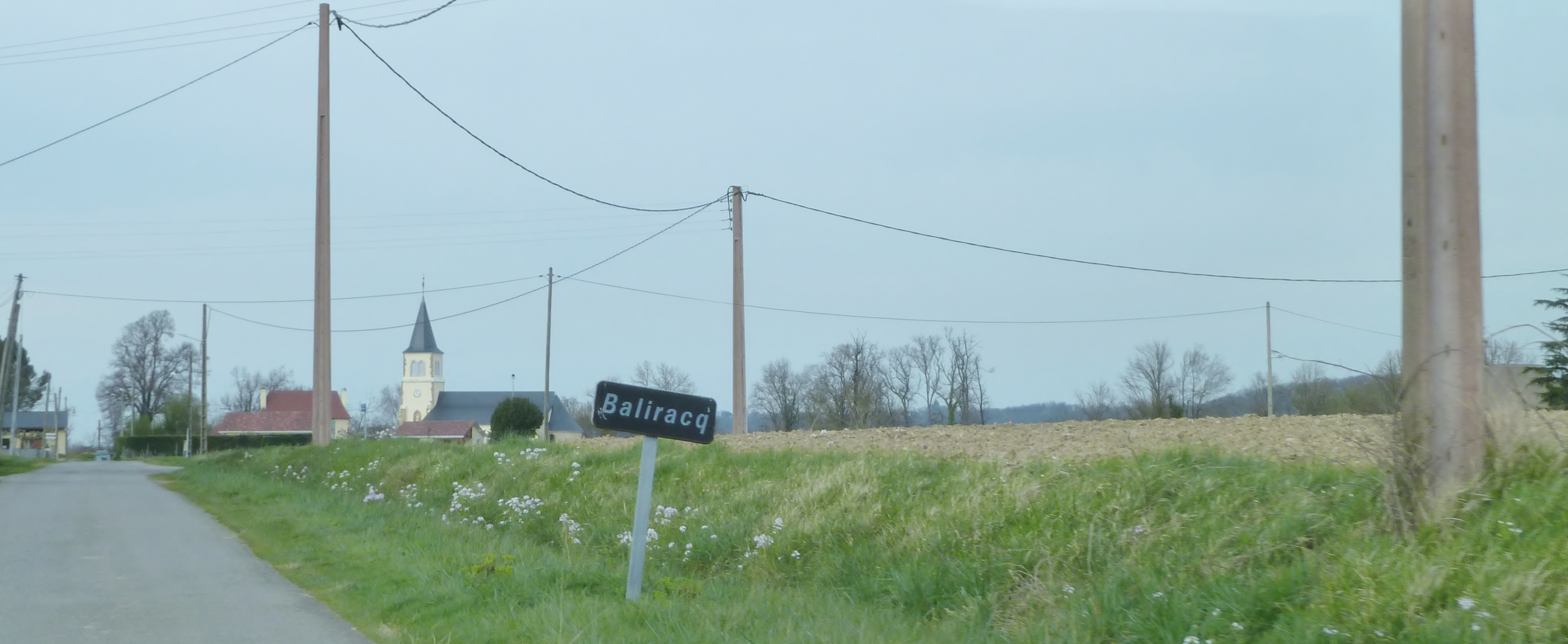
Entrée dans Baliracq.

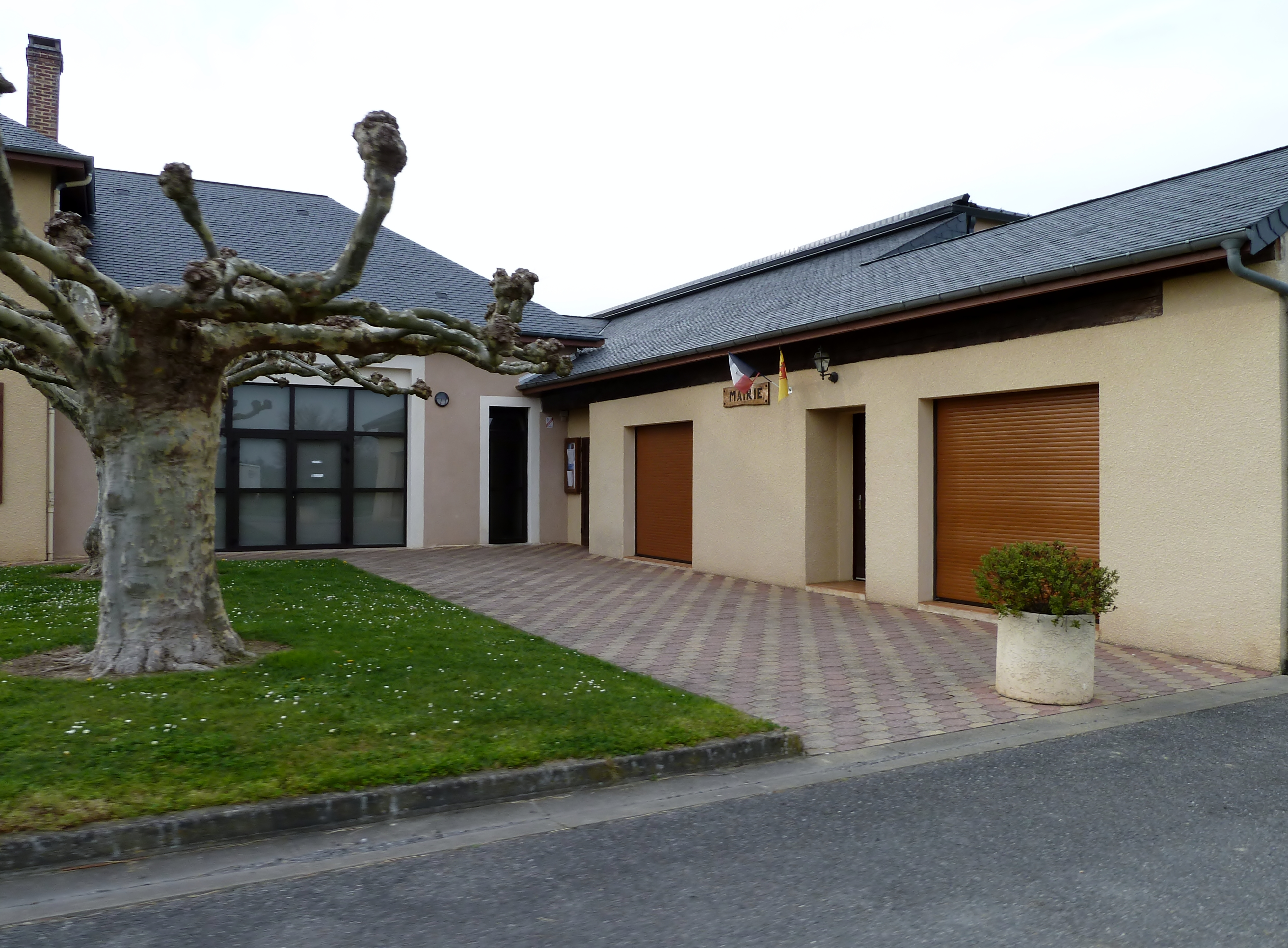
La mairie

Baliracq se situe à l'extrême nord-est du département, au sud-est de Garlin

## Toponymie
Le toponyme Baliracq apparaît sous les formes 
Saint-Félix de Balirac (Xe siècle, d'après Pierre de Marca), 
Vallirag et Valliracum (vers 1100, cartulaire de Lucq-de-Béarn), 
Balirag (1443, contrats de Carresse), 
Baliracq, (XVIIIe siècle, carte de Cassini).
Balirac (1793 ou an II)
Balyrac (1801, Bulletin des lois) et 
Balirac (1863, dictionnaire topographique Béarn-Pays basque).

Selon Michel Grosclaude, le toponyme vient très probablement d’un patronyme latin, Valerus, augmenté du suffixe gallo-romain -acum, pour donner « domaine de Valerus ».
Castéra, lieu-dit de Baliracq, apparaît sous la forme 
Casterar (1542, réformation de Béarn).

## Histoire
Paul Raymond note que Baliracq était vassal de la vicomté de Béarn.

## Démographie
| 1793 | 1800 | 1806 | 1821 |
| ---- | ---- | ---- | ---- |
| 149  | 193  | 342  | 209  |

## Culture locale et patrimoine

### Patrimoine civil
Au lieu-dit Castéra, la topographie, visiblement modifiée par la main de l'homme, atteste la présence ancienne d'un ensemble fortifié, avec des remblais importants et un chemin de ronde circulaire encore visible. Il pouvait s'agir d'un fort en pieux de bois accolés car aucun vestige en pierre n'a été mis au jour. L'ouvrage pourrait donc dater du haut Moyen Âge, encore qu'il ne soit pas exclu qu'il s'agisse là des vestiges d'une agglomération préhistorique, tracé circulaire d'un talus, date également de la même époque.
On trouve à Baliracq un moulin datant de la fin du XVIIIe siècle.
Ces ouvrages sont inscrits à l'Inventaire général du patrimoine culturel.

## Pour approfondir